# 黃德和 (宋朝)
黃德和（?—?），北宋軍事人物。
官至延州鄜延都監。三川口之戰雙方相持中，黃德和率二千馀人屯保安北碎金谷，黃德和見西夏兵多勢眾，逃保西南山，眾從之，宋軍大潰。劉平遣子劉宜孫求援於黃德和，令其還擊。黃德和卻逃往甘泉（今屬陝西）。三川口敗後，黃德和反誣劉平降敵，劉平家屬被官方逮捕。金明寨有兩士兵逃回說明真相，殿中侍御史文彥博在河中府置獄，派龐籍前往調查，龐籍調查後稱“德和退怯当诛。刘平力战而没，宜加恤其子孙”，黄德和被判腰斩，梟首於延州城下。